# Wauwil
Wauwil est une commune suisse du canton de Lucerne, située dans l'arrondissement électoral de Willisau.

## Histoire

Vue aérienne (1964)

Wauwil et ses alentours ont hébergé durant la pré-histoire une importante station palafittique, située près du village d’Egolzwil dans le marais de Wauwil (Wauwilermoos). Les plus anciennes traces du passage de l’homme dans les marais de Wauwil datent d’environ 14000 avant J.-C. Egolzwil 3 qui date d’environ 4300 avant J.-C. est le plus ancien site palafittique préhistorique connu de Suisse. Un village lacustre à vocation pédagogique est construit sur le site.
La ville a hébergé dans ses faubourgs durant la Seconde Guerre mondiale le camp disciplinaire d'internement de Wauwilermoos où étaient internés tous les soldats étrangers capturés ayant tenté de sortir de Suisse. Ce camp est de sinistre mémoire à cause de conditions de détentions extrêmement dures et d'exactions qui amenèrent en 1946 la condamnation de son commandant pro-Nazi à trois ans et demi de réclusion, à la dégradation et à l'expulsion de l'armée.
Le marais de Wauwil (Wauwilermoos) est actuellement suivi par la Station ornithologique suisse qui y teste de nouvelles méthodes et de nouveaux types de surfaces de promotion de la biodiversité.

## Industrie
Une verrerie, liée à la famille Siegwart qui a fortement influencé l'industrie verrière en Suisse, produisait, outre des bouteilles, des verres médicaux, des dames-jeannes, également des briques de verre système Falconnier. Cette verrerie est vendue aux enchères en 1902 et tout son matériel repris par la verrerie Siegwart fondée en 1903 à Horw, qui semble poursuivre la production des briques Falconnier, jusqu'à ce qu'elle aussi cesse ses activités en 1919.

## Transport
- Sur la ligne ferroviaire Lucerne - Olten.
- Autoroute A2, sorties 19 (Dagmersellen), 20 (Sursee).